# Calanchi di Maro Simone
Calanchi di Maro Simone este o arie protejată (arie specială de conservare — SAC, sit de importanță comunitară — SCI) din Italia întinsă pe o suprafață de 64 ha, integral pe uscat.

## Localizare
Centrul sitului Calanchi di Maro Simone este situat la coordonatele 37°55′39″N 15°46′40″E / 37.9275°N 15.777778°E.

## Înființare
Situl Calanchi di Maro Simone a fost declarat sit de importanță comunitară în septembrie 1995 pentru a proteja un număr necunoscut de specii din flora spontană și fauna sălbatică aflate în arealul zonei. Situl a fost protejat și ca arie specială de conservare în iunie 2017.

## Biodiversitate
Situată în ecoregiunea mediteraneană, aria protejată conține 3 habitate naturale: Tufărișuri halo-nitrofile (Pegano-Salsoletea), Tufărișuri termo-mediteraneene și de pre-deșert, Pseudostepă cu ierburi și specii anuale de Thero-Brachypodietea.
La baza desemnării sitului se află un număr nedeclarat de specii protejate.
Pe lângă speciile protejate, pe teritoriul sitului au mai fost identificate 2 specii de plante, 2 specii de reptile.